# Østerfjolde Sogn
Østerfjolde Sogn (på tysk Kirchspiel Ostenfeld) er et sogn i det sydvestlige Sydslesvig, tidligere i Sønder Gøs Herred (Husum Amt), nu i kommunerne Vedbæk, Vinnert og Østerfjolde i Nordfrislands Kreds i delstaten Slesvig-Holsten.
I Østerfjolde Sogn findes flg. stednavne:
- Rød (Rott) [1]
- Vedbæk (Witbek)
- Vinnert eller Vinnerød (Winnert)
- Østerfjolde (Ostenfeld)